# Căbești, Storojineț
Căbești, întâlnit și sub forma Iaseni (în ucraineană Ясени, transliterat: Iasenî și în germană Kabestie) este un sat în raionul Storojineț din regiunea Cernăuți (Ucraina), depinzând administrativ de comuna Costești. Are 593 locuitori, preponderent ucraineni.
Satul este situat la o altitudine de 246 metri, în partea de nord-est a raionului Storojineț.

## Istorie

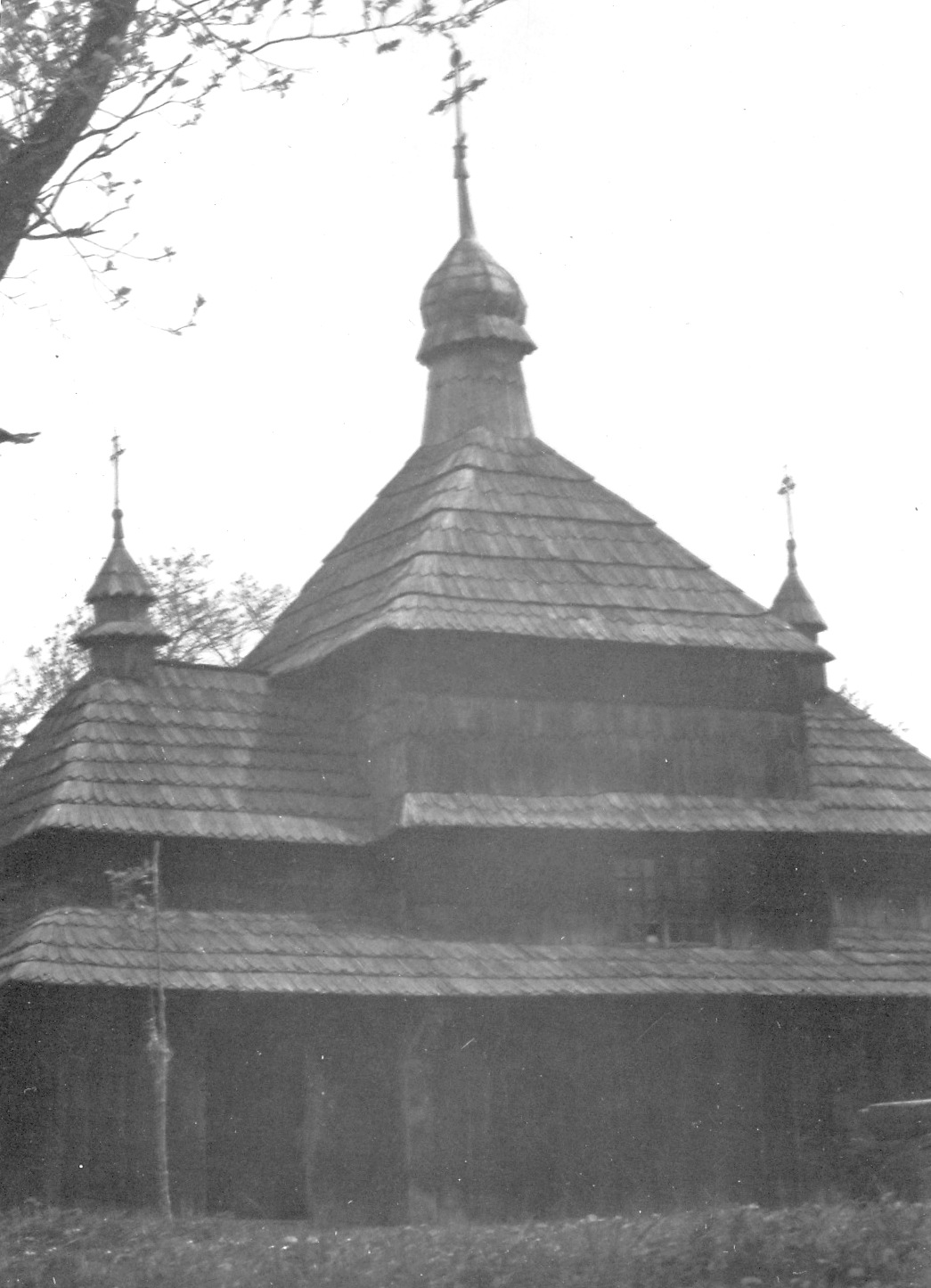
Biserica de lemn în perioada interbelică

Localitatea Căbești a făcut parte încă de la înființare din regiunea istorică Bucovina a Principatului Moldovei. În ianuarie 1775, ca urmare a atitudinii de neutralitate pe care a avut-o în timpul conflictului militar dintre Turcia și Rusia (1768-1774), Imperiul Habsburgic (Austria de astăzi) a primit o parte din teritoriul Moldovei, teritoriu cunoscut sub denumirea de Bucovina. După anexarea Bucovinei de către Imperiul Habsburgic în anul 1775, localitatea Căbești a făcut parte din Ducatul Bucovinei, guvernat de către austrieci, făcând parte din districtul Stăneștii de Jos (în germană Unterstanestie). 
După Unirea Bucovinei cu România la 28 noiembrie 1918, satul Căbești a făcut parte din componența României, în Plasa Flondoreni a județului Storojineț. În perioada interbelică, ființa în sat o filială a Societății pentru cultură și literatură română în Bucovina . 
Ca urmare a Pactului Ribbentrop-Molotov (1939), Bucovina de Nord a fost anexată de către URSS la 28 iunie 1940, reintrând în componența României în perioada 1941-1944. Bucovina de Nord a fost reocupată de către URSS în anul 1944 și integrată în componența RSS Ucrainene. 
Începând din anul 1991, satul Căbești face parte din raionul Storojineț al regiunii Cernăuți din cadrul Ucrainei independente. Conform recensământului din 1989, numărul locuitorilor care s-au declarat români plus moldoveni era de 1 (1+0), adică 0,16% din populația localității . În prezent, satul are 593 locuitori, preponderent ucraineni.

## Demografie
Componența lingvistică a localității Căbești
     Ucraineană (99,33%)
     Alte limbi (0,68%)
Conform recensământului din 2001, majoritatea populației localității Căbești era vorbitoare de ucraineană (99,33%), existând în minoritate și vorbitori de alte limbi.
1989: 632 (recensământ)
2007: 593 (estimare)

### Recensământul din 1930
Componența etnică a comunei Căbești (județul Storojineț)
     Români (21,47%)
     Evrei (12,26%)
     Ruteni (63,9%)
     Ruși (1,63%)
     Altă etnie (0,74%)
Componența confesională a comunei Căbești
     Ortodocși (86,8%)
     Mozaici (12,26%)
     Altă religie (0,94%)
Conform recensământului efectuat în 1930, populația comunei Căbești se ridica la 978 locuitori. Majoritatea locuitorilor erau ruteni (63,90%), cu o minoritate evrei (12,26%), una de ruși (1,63%) și una de români (21,47%). Alte persoane s-au declarat: polonezi (6 persoane) și germani (1 persoană). Din punct de vedere confesional, majoritatea locuitorilor erau ortodocși (86,80%), dar existau și mozaici (12,26%). Alte persoane au declarat: romano-catolici (8 persoane) și greco-catolici (1 persoană).

## Obiective turistice
- Biserica de lemn cu hramul "Acoperământul Maicii Domnului" - construită în secolul al XVII-lea; are și o clopotniță de lemn din aceeași perioadă [4]

## Personalități
- Teofil Simionovici (1864-1935) - politician român, deputat în Dieta Bucovinei, membru al Consiliului Imperial Austriac, deputat și senator în Parlamentul României